# Архијерејско намјесништво брчанско
Архијерејско намјесништво брчанско чини одређени број црквених општина и парохија Епархије зворничко-тузланске Српске православне цркве, под надзором архијерејског намесника са седиштем у Брчком.
Брчанско архијерејско намјесништво има 24 црквенe општинe и 24 парохије. Број црквених општина, парохија и простор на којем се простире ово намјесништво утврђено је посљедњом регулацијом Епархије зворничко-тузланске од 18. септембра 2013. године.

## Парохије
- Босанско-бијелска парохија Поребрице,[1] чини је два села Босанска Бијела и Церик.

Црква Вазнесења Господњег у Бијелој - градња је почела 1934. године, а завршена 1935. године, а храм је освештао 14. октобра исте године епископ зворничко-тузлански Нектарије Круљ. У Другом светском рату храм је сачуван од разарања. У последњем Одбрамбено-отаџбинском рату (1992-1995) звоник је миниран и порушен, као и већи део крова. Временски услови и влага временом су потпуно уништили унутрашњост цркве. После рата храм је обновљен у периоду од 2004. до 2006. године.
- Брезовопољска парохија Брезово Поље,[2] чини је села Брезово Поље, Трњаци и Доња Буковица.

Црква Преображења Господњег у Брезовом Пољу - градња је почела 1932. године, након завршене градње 1933. године храм је освештао 12. октобра исте године епископ зворничко-тузлански Нектарије Круљ.
- Брчко 1. парохија Брчко,[3] чини је дио Брчког.

Црква Успења Пресвете Богородице у Брчком - градња је почела 1968. године, а завршена 1971. године, а храм је освештао 29. септембра исте године епископ зворничко-тузлански Лонгин Томић. Прва црква брвнара у Брчком била је посвећена Светом великомученику Георгију. Према предању постојала је до 1834. године. Након брвнаре саграђен је 1874. године нови храм од чврстог материјала. У њему су били многобројни вредни свети предмети, а највриједније су биле иконе на иконостасу познатог сликара Паје Јовановића. Храм је 1941. године запаљен. Наредне, 1942. године у пролеће по наредби локалног Немца Либмана, храм је у потпуности миниран и срушен.
- Брчко 2. парохија Брчко,[4] чини је дио Брчког.

Црква Успења Пресвете Богородице у Брчком
- Брчко 3. парохија Брчко,[5] чини је дио Брчког.

Црква Успења Пресвете Богородице у Брчком
- Брчко 4. парохија Брчко,[6] чини је дио Брчког.

Црква Успења Пресвете Богородице у Брчком
- Брчко 5. парохија Брчко,[7] чини је дио Брчког.

Црква Успења Пресвете Богородице у Брчком
- Бузекарска парохија Бузекара,[8] чини је село Бузекара са засеоцима: Пукиш, Станови, Кореташи, Крбети и Горње Дубравице.

Црква Сабора Светог архангела Гаврила у селу Бузекара - градња храма почела је 1978. године према пројекту предузећа „Пројект биро” из Брчког. Храм је освештао 7. септембра 1979. године патријарх српски Герман уз саслужење епископа: шабачког-ваљевског Јована Велимировића и зворничко-тузланског Василија.
- Буквичка парохија Поребрице,[9] чини је села Буквик, Буковац и Улице.

Црква Светог пророка Илије у Буквику - градња храма почела је 1902. године. Након завршене градње 1903. године храм је освештао митрополит зворнички Григорије Живковић. Црква је генерално обновљен 1988. године, а после Одбрамбено-отаџбинског рата рађена је од 2004. до 2006. године.
- Брчко (Грчица) 1. парохија-Грчица, Брчко,[10] чини је део насеља Грчица у Брчком, и то улице Михаила Пупина, Милана Хаџиристића, Хиландарска, Крфска, Павла Савића, Михаила Петровића, Браће Фелнер, Браће Кауриновића, Владимира Прелога, Милутина Бојића, Николе Тесле, Вукосавачка, те са западне стране сљедеће улице: Душка Радовића, Пољопривредник 1, Јосипа Козарца, Сулејмана Хаџиалагића, Петра Кочића, Исака Самоковлије, Јосипа Боснара и ново насеље у Поточарима-Улица Стеве Цвјетковића.

Црква преподобне Параскеве у Брчком - градња храма почела је 1996. године према пројекту Стојка Грубача из Бање Луке. Након завршене градње 2004. године храм је освештао 8. августа исте године надлежни архијереј Василије уз саслужење епископа сремског Василија и захумско-херцеговачког Григорија.
- Брчко (Грчица) 2. парохија-Грчица, Брчко,[11] чини је део насеља Грчица у Брчком, и то улице Николе Тесле, Вукосавачка, Проте Рајка Софреновића, Милана Коњевића, Српка Петровића, Растка Петровића, Михаила Лалића, Филипа Вишњића, Јована Готовца, Милована Глишића, Радивоја Кораћа, Ђуре Јакшића, Радивоја Домановића, Ћирила и Методија, Проте Матије Ненадовића, Стевана Мокрањца, Борислава Станковића, Симе Матавуља, Јанка Веселиновића, Августина Августиновића, Јована Поповића, Пере Зрелца, Ложиона, Пољопривредник 2, Лазарићи, Диздаруша, Ријека, Доња Брка и Брод.

Црква преподобне Параскеве у Брчком
- Доњобрезичка прва парохија Доњи Брезик, Брчко[12] чини је део града Брчко и то насеље Доњи Брезик (до стадиона „Свети Јован”).

Црква Вазнесења Господњег у Доњем Брезику - градња храма почела је 2009. године према пројекту архитекте Зорана Ђорђевића из Београда. Храм још није у потпуности завршен. У њему се врше свакодневна богослужења.
- Доњобрезичка друга парохија Доњи Брезик, Брчко,[13] чини део града Брчко, и то насеља: Анићи, Столин, Гредице и Гредице 1.

Црква Вазнесења Господњег у Доњем Брезику
- Колобарско-грбавичка прва парохија Колобара, Брчко,[14] чини је део града Брчко и то улице Пере Маријана, Хаџи Васфије, Ислахијет, Реиса Џемалудина Чаушевића, Мусала, Асмира Дервишевића, Ризаха Штефића, Мујдановића, Дражена Петровића, Добрише Цесарића, Дејтонска (десна страна улице), Ћумуровића, Бањалучка, Циглана, Глухаковац, Лејлића, Х. Градашчевића, Фахрета Мујановића, Плазуљска (десна страна), село Плазуље и део села Грбавица.

Црква Свете великомученице Недеље у Брчком - Градња је почела 1997. године према пројекту Архитектонског атељеа „АА” из Бање Луке, самосталног пројектанта Стојка Грубача. Храм је освештао 31. августа 2003. године епископ Василије. Године 1997. у храм је постављена експлозивна направа којом је нанесена знатна материјална штета.
- Колобарско - грбавичка друга парохија Колобара, Брчко,[15] чини је део града Брчко и то улице Хасана Агановића, Тача, Браће Суљагића, Мераје, Смаила Балаћа, Ивици, Мујкићи, Мујкићи Дејтонска (лева страна), Липовац и дио Грбавице.

Црква Свете великомученице Недеље у Брчком
- Лончарско-вучиловачка парохија Лончари,[16] чини је села Лончари, Вучиловац, Крепшић, Лепница и Марковић Поље.

Црква Воздвижења Часног крста Господњег у Лончарима - градња храма почела је 1974. године, а завршена 1980. године. Храм је освештао надлежни архијереј Василије. Црква је оштећена током Одбрамбено-отаџбинског рата (1992-1995) дејством хрватске војске из околних села и са територије Републике Хрватске. Генерална обнова храма почела је 2000. године када је надограђен звоник према пројекту Предузећа „Астра план” из Брчког. Обнова је завршена 2012. године. Након обнове храм је освештао чином обновљења 23. септембра 2012. године епископ зворничко-тузлански Василије.
- Мртвичка парохија Мртвица,[17] чини је села Мртвица, Смиљевац и Бобетино Брдо.

Црква Светога пророка Илије у Мртвици - градња је почела 1990. године према пројекту архитекте Љубомира Симикића из Брчког, на земљишту које је даровала Ружица Михајловић из Мртвице. Након завршене градње храм је освештао 6. октобра 1991. године надлежи архијереј Василије.
- Обудовачка прва парохија Обудовац,[18] чини је села Којићи, Чилаши, Павловићи, Баткуша и Брвник.

Црква Рођења Пресвете Богородице у Обудовцу - градња је почела 1. септембра 1864. године и њоме је руководио протомајстор и архитекта Таса из Охрида са својих педесет мајстора. Након завршене градње храм је освештао 14. октобра 1882. године митрополит зворничко-тузлански Дионисије II Илијевић.
- Обудовачка друга парохија Обудовац,[19] чини је део села Обудовца, и то засеоци: Центар, Керези, Шираја, Браница и Церово Поље.

Црква Рођења Пресвете Богородице у Обудовцу
- Пелагићево 1. парохија Пелагићево,[20] чини је засеоци села Пелагићева и то Ломница, Бара, Липовица, Ђукићи, Старчевићи, Марјановићи (гдје се налазе црква и школа) и Пејићи.

Црква Светог пророка Илије у Пелагићеву - градња је почела 1934. године, а завршена 1937. године. Цркву је освештао епископ зворничко-тузлански Нектарије Круљ.
- Пелагићево 2. парохија Пелагићево,[21] чини је засеоци Пелагићева и то Ћендићи, Драгићи, Доња Кладуша, Горња Кладуша, Четница, Шаркани, Ново Село и Самаревац.

Црква Светог пророка Илије у Пелагићеву
- Пиперачка парохија Пиперци,[22] чини је села Пиперци, Главичорак, Горња Буковица и Коренита.Филијални храм Пиперачке парохије у селу Коренита - Храм Свете Петке Трнове

Црква Преподобне мати Параскеве у Пиперцима - градња храма почела је 1988. године према пројекту архитекте Светозара Вујошевића из Бара у Црној Гори. Након завршене градње цркву је освештао епископ зворничко-тузлански Василије  19. јула 1997. године.
- Поребричка парохија Поребрице,[23] чини је села Поребрице, Блажевац и Аврамовина.

Црква Преподобне мати Параскеве у Поребрицама - градња је почела 1936. године, по пројекту који је израдио Ристо Милетић из Тузле. Градња је завршена је 1938. године, а храм је освештао 2. октобра исте године епископ зворничко-тузлански Нектарије Круљ.
- Поточарско-брезичка парохија Поточари, Брчко,[24] чини је део села Поточари, део села Станови и село Горњи Брезик.

Црква Сабора Срба светитеља у селу Поточари - градња храма почела је у мају 2001. године према пројекту Пројектног предузећа „Астра план” из Брчког, а главни пројектант је била Јармила Калко. Храм је освештан 18. јула 2004. године од надлежног архијереја.
- Ражљевачка парохија Ражљево ,[25] чини је села Ражљево, Попово Поље, Слијепчевићи, Сандићи и Гредице 2.

Црква Светог Димитрија у Ражљеву - градња храма почела је 1990. године према пројекту Пројектног бироа „Делта” из Брчког. Градња храма и унутрашње уређење завршено је 1991. године и храм је освештао 21. јула исте године надлежни архијереј Василије.
- Човићпољско-доњожабарска парохија Доњи Жабар,[26] чине је села Човић Поље и Доњи Жабар, а придодата је Орашка парохија у Орашју, с тим што је од предратне парохије Орашке парохији Човићпољско-доњожабарској придодат само град Орашје без околних села.

Црква Покрова Пресвете Богородице у Доњем Жабару - градња је почела 1997. године према пројекту архитекте Живојина Митриновића из Бијељине.